# 鈴木美帆
鈴木 美帆（すずき みほ 1988年5月23日 - ）は、日本の女優。埼玉県出身。所属事務所はメセナス。
特技はクラシックバレエ、日本舞踊。

## 出演

### テレビドラマ
- 超光戦士シャンゼリオン（1996年、テレビ東京） - ミク 役
- 電磁戦隊メガレンジャー 第11話（1997年4月27日、テレビ朝日） - ルリ 役
- 天装戦隊ゴセイジャー（2010年、テレビ朝日） - 女性 役

### 映画
- 死国 （1999年公開、東宝） - 日浦莎代里（少女時代） 役
- 嫌われ松子の一生 （2006年5月27日公開、東宝） - バレリーナ 役

### 舞台
- ミュージカル 『美少女戦士セーラームーン』（2000年8月6日 - 2001年1月15日、サンシャイン劇場 他） - ベスベス／セーラーベスタ 役
- ミュージカル 『東京リトルメッツ』（2003年2月21日 - 3月2日、博品館劇場）